# Zandkasteel

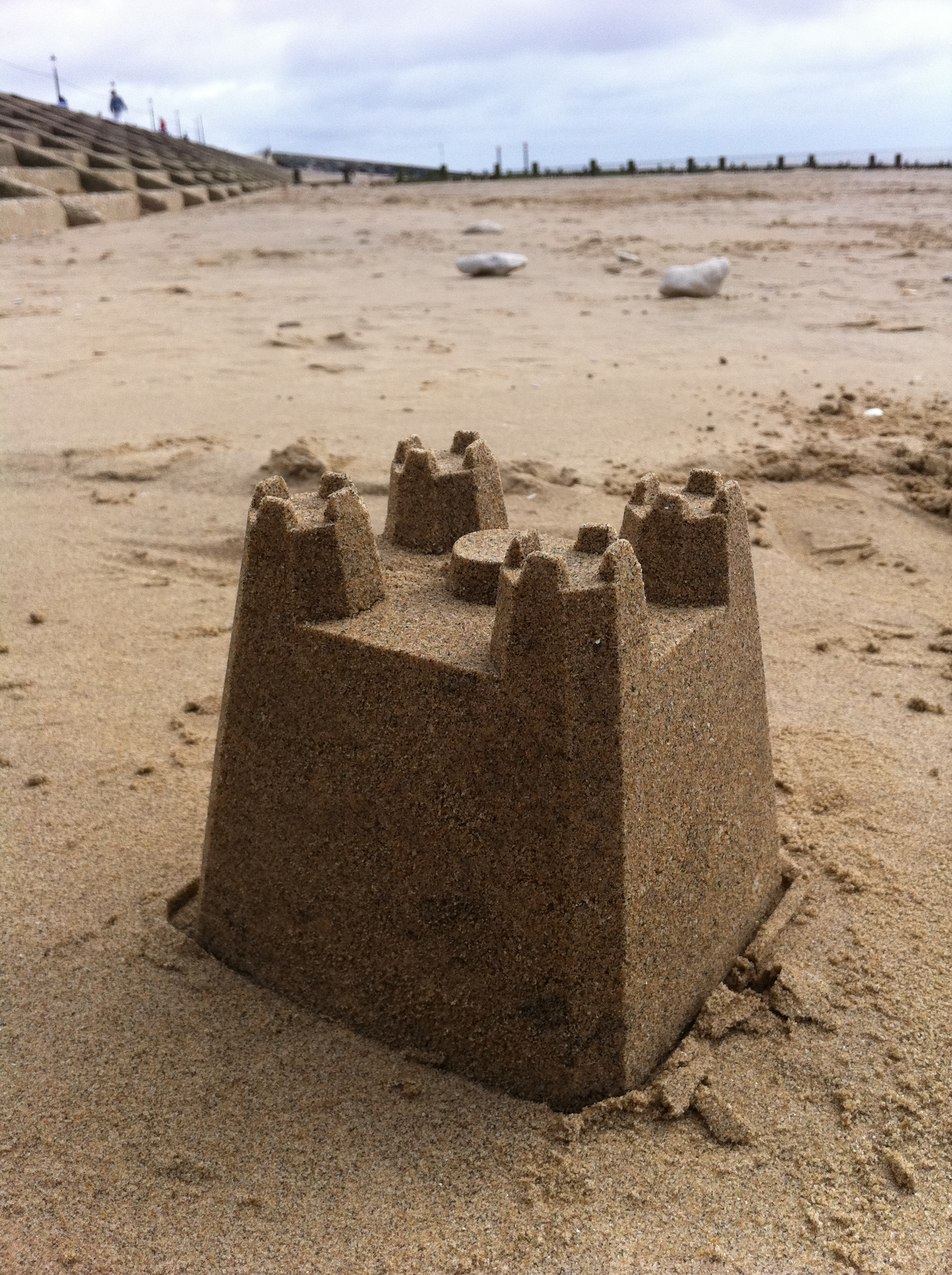
Zandkasteel gemaakt met een soort emmer als vorm

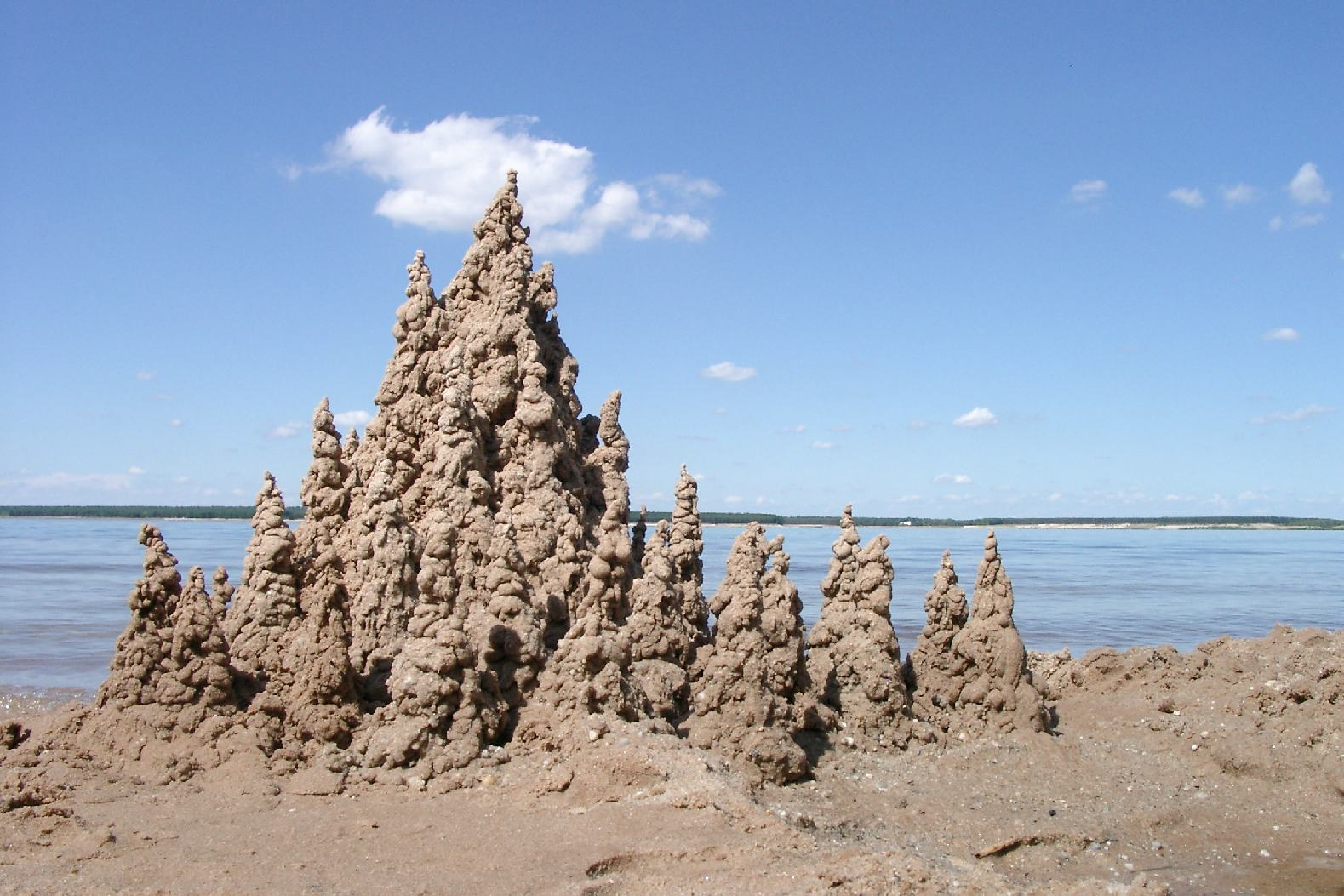
Een zandkasteel gemaakt met klodders nat zand waar met de vuist het meeste water uit het natte zand is geknepen

Een zandkasteel is de benaming voor velerlei driedimensionaal met vochtig zand vormgegeven creaties, soms in de vorm van een miniatuurkasteel, meestal door kinderen gemaakt op het strand of in een zandbak, al dan niet samen met hun (groot)ouders.
Gebruik wordt gemaakt van meegenomen gereedschap zoals emmertjes en schepjes. De bouwsels kunnen gecombineerd worden met allerlei andere materialen die voorhanden zijn, zoals drijfhout en schelpen op een strand.
Voor het bouwen van een zandkasteel wordt gebruik gemaakt van enigszins vochtig zand (bijvoorbeeld strandzand gemengd met wat zeewater) waarbij het water ervoor zorgt dat de zandkorrels aan elkaar kleven. Er kan voor worden gekozen om bij eb in het natte zand van het strand te bouwen en later op de dag de creatie te zien wegspoelen door de vloed.
Het tijdelijke bestaan van een dergelijk bouwsel wordt samengevat in deze dichtregels:
Zoo ligt ter neêrgeslagen,
Als ooit een spelend kind, uit louter welbehagen,
't Verheven zandkasteel, door eigen vlijt voltooid,
Een oogenblik daarna met voet en hand verstrooit.

## Voorbeelden
- Bioscoopjournaal uit 1953. Ruim honderd kinderen doen op het strand van Zandvoort mee aan een wedstrijd bouwen met zand en maken kastelen, auto's en een krokodil. Een jury van volwassenen beoordeelt hun bouwsels.
- Bioscoopjournaal uit 1964. Wedstrijd zandkastelen bouwen voor kinderen op het strand van Scheveningen.

## Wetenswaardig
- Het bouwen van zandkastelen is zo oud dat het al vermeld is in de Ilias (homerische vergelijking in boek XV, 355-382).